# Dâmaris de Atenas
Dâmaris ou Dámaris (do grego Δάμαρις, transl. Dámaris) é uma mulher mencionada no Novo Testamento que vivia em Atenas por volta de 55. De acordo com os Atos dos Apóstolos (Atos 17:34), Dâmaris abraçou o cristianismo depois do discurso de Paulo no Areópago. É provável que ela tenha tido um alto status, pois somente assim uma mulher conseguiria ter acesso ao local naquela época. E pode ser este também o motivo de seu nome ter sido preservado. É provável ainda que ela tenha sido estrangeira, pois as atenienses dificilmente estariam presentes no Areópago.
Segundo a tradição ortodoxa, Dâmaris teria sido assistente de Dionísio, o Areopagita, enquanto era o primeiro bispo de Atenas.

## Etimologia
Não existe consenso sobre o significado de seu nome. Aparentemente trata-se de uma helenização do nome celta "Damara", a deusa da fertilidade da mitologia celta. Com as subsequentes invasões gaulesas na Ásia Menor e o assentamento de muitas tribos celtas na Galácia, a mistura entre as culturas grega e celta pode ter dado origem a um nome greco-celta como "Dâmaris". Esse tipo de mistura era bastante comum na cultura helenística criada por Alexandre, o Grande e seus sucessores. Seguindo este mesmo padrão, Ártemis, a grande deusa de Éfeso, já havia sido antes assimilada a uma antiga deusa local de fertilidade.
Os que defendem a origem puramente helênica do nome consideram que "Dámaris" seja uma  derivação do grego δάμαρ, transl. damar: esposa; outros afirmam que seria a forma helenística "moderna" (ou uma contração) do nome clássico Δαμαρέτη, transl. Damarete, a filha de Terão de Acragas que desposou Gelão I de Siracusa.  Outros acreditam que a origem do nome seria a palavra "damalis", que, em grego, significa "uma novilha".
Porém, todos concordam que a raiz raiz indo-europeia do nome vem da palavra "dompt", que significa "dominante", sugerindo que Dâmaris signifique "mulher dominante".

## Veneração
Na Igreja Ortodoxa Grega, Santa Dâmaris é celebrada em 3 de outubro com São Dionísio e dois outros discípulos, também mártires (3 de outubro no calendário juliano corresponde a 16 de outubro no gregoriano, utilizando no ocidente).